# Cronologia da cosmologia
Para Cronologia dos eventos afirmados pela Cosmologia para a história do Universo, ver Cronologia do Universo
Esta cronologia de teorias cosmológicas e descobrimentos é um catálogo cronológico da evolução da compreensão humana do cosmos durante mais de dois milênios. As concepções cosmológicas modernas seguem o desenvolvimento da disciplina científica da cosmologia física.

## Antes de 1900
- Século III a.C. - Aristarco de Samos propõe um Universo heliocentrista.
- Século II - Cláudio Ptolomeo propõe um Universo centrado na Terra, com o Sol e os planetas girando ao redor da Terra.
- A partir de 500 - Vários astrônomos propõe um Universo heliocentrista, entre os que estão Aryabhata, Bhaskara I, Ibn al-Shatir e Nicolau Copérnico.
- 1576 - Thomas Digges modifica o sistema copérnico eliminando seu limite exterior e substituindo a borda por um espaço sem limite cheio de estrelas.
- 1584 - Giordano Bruno propõe uma cosmologia não hierárquica, onde o Sistema Solar copérnico não é o centro do Universo, senão mais, um sistema de estrelas relativamente insignificante, entre uma multitude infinita de outros.
- 1610 - Johannes Kepler utiliza o escuro céu noturno para argumentar um Universo finito.
- 1687 - As Leis de Newton descrevem os movimentos em grande escala do Universo.
- 1720 - Edmund Halley lança uma forma primitiva do Paradoxo de Olbers.
- 1744 - Philippe Loys de Chéseaux lança outra forma primitiva do Paradoxo de Olbers.
- 1791 - Erasmus Darwin escreve a primeira descrição de um Universo cíclico de expansão e contração em seu poema The Economy of Vegetation.
- 1826 - Heinrich Olbers formula seu Paradoxo de Olbers.
- 1848 - Edgar Allan Poe oferece a primeira solução ao Paradoxo de Olbers em "Eureka", um ensaio que também sugere a expansão e colapso do Universo.

## 1900-1949

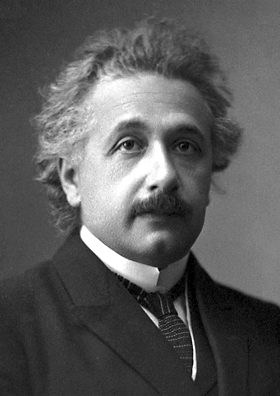
Albert Einstein em 1921

- 1905 - Albert Einstein publica a Teoria da Relatividade Especial, dizendo que o espaço e o tempo não são contínuos separados.
- 1915 - Albert Einstein publica a Teoria da Relatividade Geral, demonstrando que a densidade de energia curva o espaço-tempo.
- 1917 - Willem de Sitter obtém uma cosmologia estática isotrópica com uma constante cosmológica assim como uma cosmologia de expansão do vazio com uma constante cosmológica, chamado o Universo de Sitter.
- 1922 - Vesto Slipher resume seus resultados sobre os desvios para o vermelho sistemáticos das nebulosas em espiral.
- 1922 - Alexander Friedmann encontra uma solução para as Equações de campo de Einstein, as chamadas Equações de Friedmann que sugerem uma expansão geral do espaço.
- 1927 - Georges Lemaître discute o evento de criação de um Universo em expansão governado pelas Equações de campo de Einstein.
- 1928 - Howard Percy Robertson menciona brevemente que as medidas de desvio para o vermelho de Vesto Slipher combinadas com as medidas de brilho das mesmas galáxias indicam uma relação desvio ao vermelho-distância.
- 1929 - Edwin Hubble demonstra a relação linear desvio para o vermelho-distância e assim demonstra a expansão do Universo.
- 1933 - Edward Milne nomeia e formaliza o princípio cosmológico.
- 1934 - Georges Lemaître interpreta a constante cosmológica como devida à energia do vazio com uma nãoi usaul equação de estado de um fluido perfeito.
- 1938 - Paul Dirac sugere a hipótese dos grandes números, na que a constante gravitacional pode ser pequena porque diminui com o tempo.
- 1948 - Ralph Alpher, Hans Bethe("em ausência") e George Gamow examinam a síntese de elementos em um Universo em rápida expansão e esfriamento e sugeren que os elementos foram produzidos por captura rápida de nêutrons.
- 1948 - Hermann Bondi, Thomas Gold e Fred Hoyle propõe a Teoria do Estado Estacionário baseada no princípio cosmológico perfeito.
- 1948 - George Gamow prediz a existência da radiacão cósmica de fundo em micro-ondas.

## 1950 a 1999

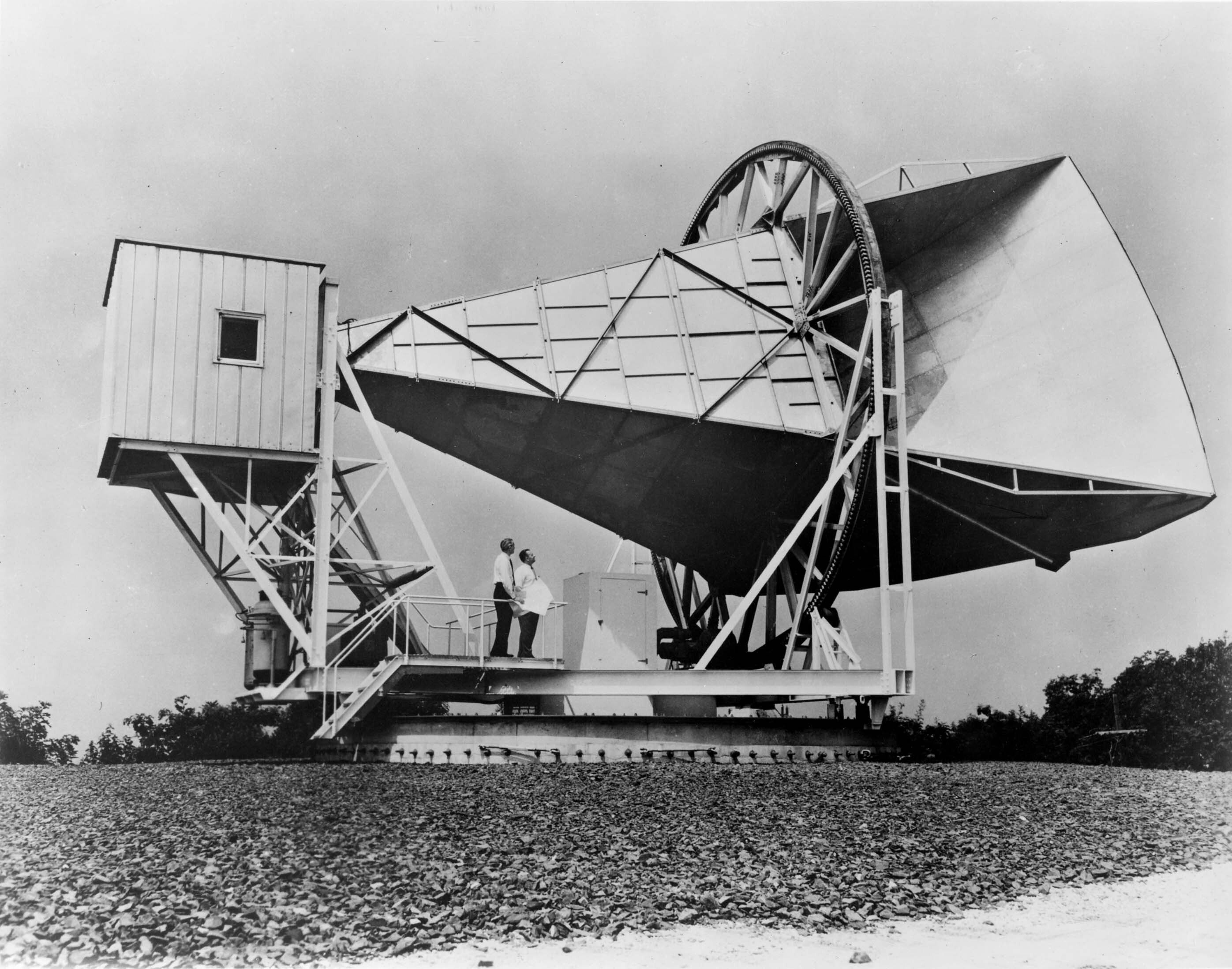
Radiotelescópio usado por Penzias e Wilson para descobrir a radiação cósmica de fundo em micro-ondas

- 1950 - Fred Hoyle cunhou como ironia o termo "Big Bang".
- 1961 - Robert Henry Dicke diz que a vida baseada em carbono só pode aparecer se a força gravitacional é pequena, porque é então quando as estrelas se queimam. Primeira utilização do princípio antrópico fraco.
- 1965 - Hannes Olof Gösta Alfvén propõe o agora abandonado conceito de ambiplasma para explicar a assimetria bariônica.
- 1965 - Martin Rees e Dennis Sciama analisam os dados quânticos das fontes quasar e descobrem que a densidade dos quásares se incrementam com o desvio para o vermelho.
- 1965 - Arno Allan Penzias e Robert Woodrow Wilson, astrônomos nos Laboratórios Bell descobriram a radiação de fundo de microondas de 2,7 K, que lhes permitiu ganhar o Prêmio Nobel de Física em 1978. Robert H. Dicke, Philip James Edwin Peebles, Peter Roll e David Todd Wilkinson o interpretaram como uma relíquia do Big Bang.
- 1966 - Stephen Hawking e George Ellis demonstram que qualquer cosmologia relativista geral plausível é singular.
- 1966 - Philip James Edwin Peebles demonstra que o Big Bang quente prediz a abundância correta de Hélio.
- 1967 - Andrei Sakharov apresenta os requisitos para a bariogênese, uma assimetria bárion-antibárion no Universo.
- 1967 - John Bahcall, Wal Sargent e Maarten Schmidt medem a divisão da estrutura fina das linhas espectrais em 3C191 e portanto, demonstraram que a Constante de estrutura fina não varia significativamente com o tempo.
- 1968 - Brandon Carter especula que talvez as constantes fundamentais da natureza têm que estar dentro de uma faixa restringida para permitir a emergência da vida. Primeira utilização do princípio antrópico forte.
- 1969 - Charles Misner formalmente apresenta o problema de horizonte do Big Bang.
- 1969 - Robert H. Dicke formalmente apresenta o problema da monotonia do Big Bang.
- 1973 - Edward Tryon propõe que o Universo pode ser uma flutuação do vazio da mecânica quântica em grande escala onde a massa-energia positiva é balanceada pela energia potencial gravitacional negativa.
- 1974 - Robert Wagoner, William Fowler e Fred Hoyle demonstram que o Big Bang quente prediz as abundâncias corretas de deutério e lítio.
- 1976 - Alex Shlyakhter utiliza as relações de samário de reator de fissão nuclear natural de Oklo no Gabão para demonstrar algumas leis da física que tenham permanecido invariantes durante mais de dois mil milhões de anos.
- 1977 - Gary Steigman, David Schramm e James Gunn examinam a relação entre a abundância primogenita de hélio e o número de neutrinos e afirmam que podem existir ao menos cinco famílias de léptons.
- 1981 - Viacheslav Mukhanov e G. Chibisov propõe que as flutuações quânticas poderiam conduzir à estrutura em grande escala a um Universo inflacionário.
- 1981 - Alan Guth propõe o Universo do Big Bang inflacionário como uma possível solução aos problemas do horizonte e a monotonia.
- 1990 - Os resultados preliminares da missão COBE da NASA confirmam que a radiação cósmica de fundo em micro-ondas é um corpo negro isotrópico com uma surpreendente precisão de uma parte entre 105.
- Anos 1990 - Experimentos terrestres da radiação de fundo em micro-ondas medem o primeiro pico, determinam que o Universo é geometricamente plano.
- 1998 - Prova contraditória para a constante de estrutura fina que varia durante o tempo de vida do Universo é publicada.
- 1998 - Adam Riess, Saul Perlmutter e outros descobrem a aceleração cósmica em observações de Supernovas Tipo Ia proporcionando a primeira prova para uma constante cosmológica não nula.
- 1999 - As medidas da radiação de fundo em micro-ondas feitas pelo experimento BOOMERanG (ver Mauskopf et al., 1999, Melchiorri et al., 1999, de Bernardis et al. 2000) proporcionam provas de oscilações (picos) no espectro de anisotropia angular como se esperava no modelo padrão da cosmologia para a formação de estruturas. Estes resultados indicam que a geometria do Universo é plana. Junto com os dados da estrutura em grande escala, este proporciona provas complementares para constantes cosmológicas não nulas.

## Desde 2000
- 2003 - O WMAP da NASA toma mais imagens detalhadas da radiação de fundo de microondas que foram obtidas pelo experimento BOOMERanG. A imagem pode ser interpretada para indicar que o Universo tem 13,7 bilhões de anos (com um 1% de erro) e confirmar que o Modelo Lambda-CDM e a inflação cósmica são corretas.
- 2003 - A Grande Muralha Sloan (Sloan Great Wall), maior estrutura conhecida no universo, é descoberta.
- 2006 - Os três anos de resultados de longo tempo do WMAP são publicados, confirmando as análises prévias, corrigindo vários pontos e incluindo dados de polarização.